# علی آراد
علی آراد (زاده ۱۳۰۶ ممقان  – درگذشته ۲۳ فروردین ۱۳۸۳ )  قاضی و حقوق‌دان ایرانی بود که در اولین و چهارمین دوره فعالیت شورای نگهبان به عنوان عضو حقوق‌دان فعالیت کرده‌است.
علی آراد دانش‌آموخته دکترای حقوق از دانشگاه تهران بود. عنوان رساله دکتری او «مَهر در حقوق مدنی ایران» بود که در سال ۱۳۴۱ با راهنمایی سید حسن امامی از آن دفاع کرد. او در سمت‌های مختلف قضایی مانند قاضی دادگاه جنایی، قاضی دیوان عالی کشور، مشاور رئیس قوه قضائیه، قاضی دادگاه انتظامی قضات، مستشار دادگاه استان تهران و رئیس دادگاه بخش فعالیت داشته  در اولین و چهارمین دوره فعالیت شورای نگهبان به عنوان عضو حقوقدان با تأیید مجلس انتخاب شد.
پس از اعتراضات به نتایج انتخابات اولین دوره مجلس شورای اسلامی در شرایطی که هنوز شورای نگهبان شکل نگرفته بود، وی از سوی شورای انقلاب به‌عنوان عضو هیئت هفت نفره بررسی تخلفات تعیین شد.  او همچنین مدتی رئیس اداره حقوقی مجلس شورای اسلامی بود.